# مشاري حسن البدر
مشاري حسن البدر سياسي كويتي وعضو سابق في المجلس التشريعي الكويتي الأول، والمجلس التشريعي الكويتي الثاني.

## السيرة الذاتية
ولد مشاري البدر في حي القبلة في مدينة الكويت، وتعلم كما يتعلم أمثاله في ذلك الوقت في الكتاتيب حيث تلا القرآن الكريم، وتعلم اللغة العربية قراءة وكتابة والحساب، وهو عضو مجلس المعارف سنة 1936، وأحد الاعضاء ال14 لل المجلس التشريعي الكويتي الأول، كما انه ترشح في المجلس التشريعي الكويتي الثاني ونجح.